# Weenen
Weenen (afrikaans für „weinen“) ist eine Stadt in der südafrikanischen Provinz KwaZulu-Natal. Sie befindet sich in der Gemeinde Inkosi Langalibalele im Distrikt Uthukela. Sie wurde 1838 von den Voortrekkern kurz nach dem Massaker von Weenen der Zulu an den Buren gegründet. Das Massaker war auch der Grund für den Namen. Weenen ist die zweitälteste Stadt in der Provinz. 2011 hatte sie 3126 Einwohner.
In Weenen werden Gemüse, Zitrusfrüchte und Erdnüsse angebaut.

## Geografie
Weenen liegt auf einer Höhe von 858 Metern über dem Meeresspiegel.
Die durchschnittliche Niederschlagsmenge in Weenen beträgt 659 Millimeter. Der meiste Niederschlag fällt im Sommer (Oktober bis März). Die geringste Niederschlagsmenge gibt es mit 3 Millimetern im Juni. Der meiste Niederschlag fällt im Januar (130 Millimeter). Die durchschnittliche Höchsttemperatur in Weenen variiert von 20,6 °C im Juni bis zu 28,5 °C im Januar. Der kälteste Monat ist der Juni. Hier liegen die durchschnittlichen Tiefsttemperaturen nachts bei 3,5 °C.

## Sehenswürdigkeiten
- Das Weenen Nature Reserve ist ein Naturpark in typischem Grasland mit Akazien und gelegentlich Gesträuch. Säugetiere im Park sind unter anderem Nashörner, Giraffen, Hyänen, Schakale, Stachelschweine und verschiedene afrikanische Bockarten, wie den Buschbock, den Riedbock und das Steinböckchen. Es gibt über 230 verschiedene Vogelarten.[1]
- Im Weenen Museum sind Gegenstände der Voortrekker zu sehen. Das Gebäude wurde 1838 vom Voortrekkerführer Andries Pretorius gebaut und diente als Postamt und Gefängnis, bevor das Museum eingerichtet wurde.[1]
- The Thukela Biosphere Reserve ist ein Biosphärenreservat, das von über 30 privaten Landbesitzern gegründet wurde, um Naturschutz und Landwirtschaft zusammenzuführen.[1]